# Helveticus

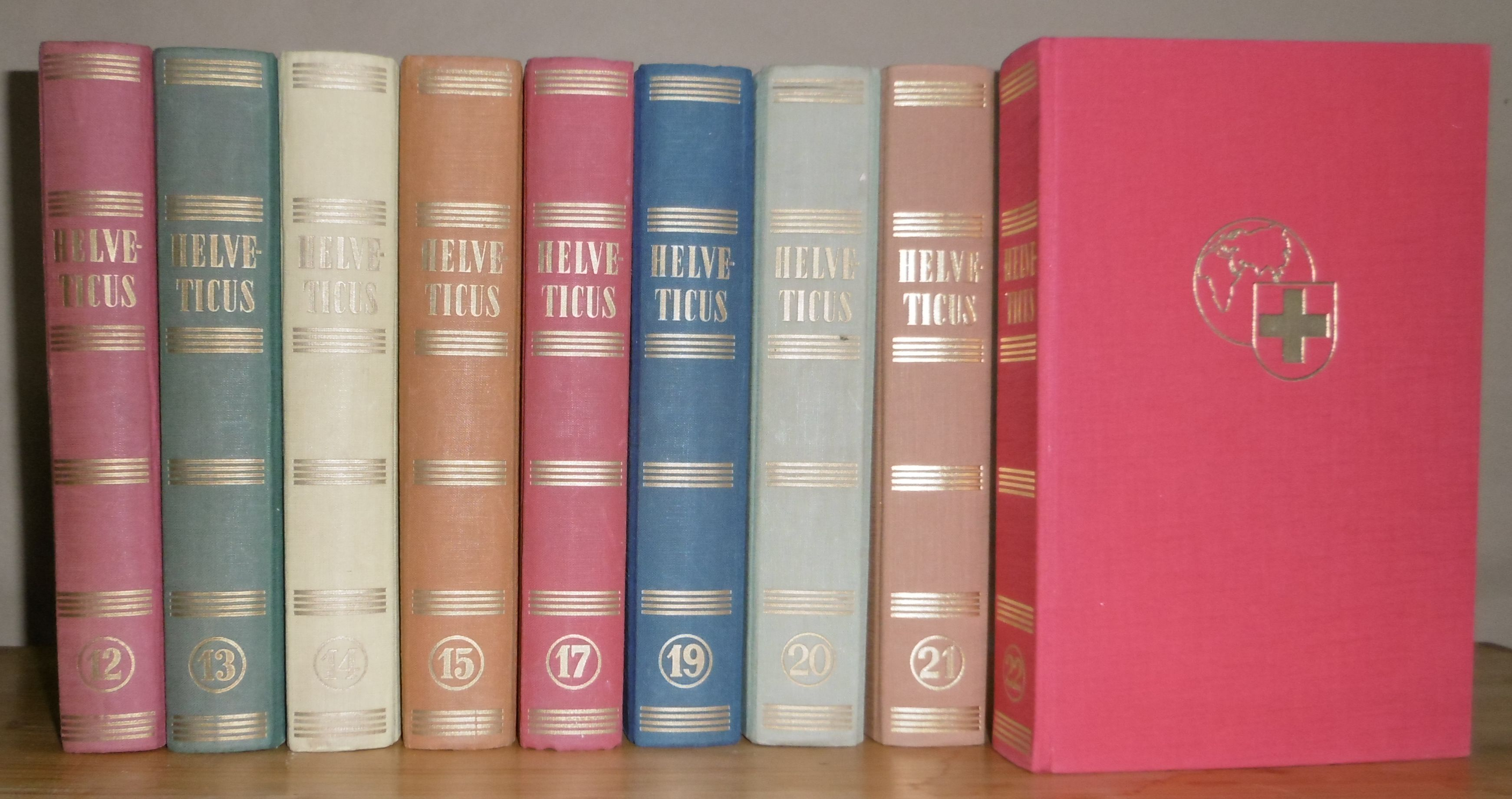
Helveticus 1941–1972

Helveticus war ein Schweizer Jahrbuch für Kinder und Jugendliche mit dem Untertitel «Ein buntes Jahrbuch von Spiel und Sport, von Erfindungen und Entdeckungen, Bastelarbeiten und Abenteuern aus aller Welt».
Die 32 Bände erschienen von 1941 bis 1981 im Verlag Hallwag in Bern. Redakteur war von Band 1 bis 24 Karl Thöne, ab Band 26 Edy Hubacher. Auf je etwas über 300 Seiten wurden spannende und lehrreiche Themen behandelt, oft zum Ausprobieren und Nachbauen. Themen waren: Erzählungen, Sport, Aus fernen Ländern, Flugwesen und Verkehr, Kulturgeschichte, Naturwissenschaft, Technik, Beobachtungen und Versuche, Bastelarbeiten, Von Pflanzen und Tieren, Aus dem Leben – für das Leben, Kunst, Zauberkunststücke, Denkaufgaben und Rätsel, Spiele. Zu jedem Kapitel gab es mehrere Beiträge unterschiedlicher Autoren.
Die Bücher sind in Leinen gebunden, im Format 16 × 24,5 cm, jeder Band in einem anderen Farbton, mit goldgeprägter Schrift und Logo aus Weltkugel und Schweizerkreuz. Ab Band 29 (1969) wurden die Bücher in Kunstleder gebunden. Schwarz-Weiss-Fotos, Zeichnungen, Skizzen und Baupläne ergänzen den Text. Heute gelten sie als Sammlerstücke.